# Mesembryanthemum knolfonteinense
Mesembryanthemum knolfonteinense är en isörtsväxtart som beskrevs av Klak. Mesembryanthemum knolfonteinense ingår i Isörtssläktet som ingår i familjen isörtsväxter. Inga underarter finns listade i Catalogue of Life.